# 王齮
王龁（？—前244年），亦作王齮，号信梁。中国战国時期末期秦国秦昭襄王、秦莊襄王和秦王政的将軍。
公元前247年（秦莊襄王三年），王龁担任将军，攻韩上党，秦庄襄王去世，秦王政即位。公元前244年（秦王政三年），王龁去世。

## 與王龁相關的动漫畫作品
- 王者天下（日语：キングダム）：日本漫畫，作者原泰久，2012年由NHK製播動畫。作者參考王龁創作出故事中的王騎。